# Susi Riermeier
Susanne (Susi) Riermeier (München, 23 december 1960) is een voormalige Duitse langlaufster, atlete en sportlerares.

## Loopbaan
Van 1978 tot 1981 werd Riermeier in totaal achtmaal Duits kampioene langlaufen op de 5 km, 10 km en 15 km. In 1980 vertegenwoordigde ze de Bondsrepubliek bij het langlaufen op de Winterspelen van Lake Placid.
Daarna legde Susi Riermeier zich toe op het langeafstandslopen en won zij in 1984 bij de West-Duitse kampioenschappen op de marathon een gouden medaille in een parcoursrecord van 2:38.13. Haar persoonlijk record op de marathon van 2:34.10 liep ze het jaar erop bij de marathon van Frankfurt. Hiermee behaalde ze de derde plaats. Deze wedstrijd werd gewonnen door Charlotte Teske in 2:31.16.

## Titels
- West-Duits kampioene langlaufen 5 km / 10 km / 15 km - 1978-1981 (8x)
- West-Duits kampioene marathon - 1984

## Persoonlijk record
Weg
| Onderdeel | Prestatie | Datum       | Plaats    |
| --------- | --------- | ----------- | --------- |
| marathon  | 2:34.10   | 15 mei 1985 | Frankfurt |

## Palmares

### langlaufen
- 1980: 31e OS (5 km) - 16.31,07
- 1980: 21e OS (10 km) - 32.37,57

### 10.000 m
- 1984:  Winterbahnlauf - 33.36,2

### 25 km
- 1985:  Griesheimer Half Marathon - 1:30.10
- 1986:  Paderborner Osterlauf - 1:26.34

### marathon
- 1983:  Olympic City in München - 2:36.29
- 1984:  West-Duitse kamp. in Bienwald/Kandel - 2:38.13
- 1985:  marathon van Frankfurt - 2:34.10

### veldlopen
- 1986: 24e WK in Colombier - 15.35,8